# Marie-Josèphe Guers
Pour les articles homonymes, voir Guers et Legros.
Marie-Josèphe Guers, née Marie-Josèphe Legros le 3 mars 1950 à Chartres et morte le 28 novembre 2016 à Montsoreau, est une écrivaine française, éditrice, auteur de romans et de pièces de théâtre et également peintre.

## Biographie
Marie-Josèphe Legros naît le 3 mars 1950 à Chartres.
Agrégée de lettres modernes et docteur ès lettres (1983), Marie-Josèphe Guers a publié plusieurs romans et la première biographie de Paul Claudel.
En tant qu’éditrice, chez Robert Laffont elle crée et dirige plusieurs collections, dont « Elle était une fois », qui publie Françoise Giroud et Françoise Sagan, et « Ils étaient une fois ». Chez Hachette, elle crée et dirige une collection pour enfants intitulée « Bestioles ».
En 1988, elle reçoit notamment le prix Alice-Louis-Barthou (médaille d'argent) de l'Académie française pour son roman La Femme inachevée.
Le 28 novembre 2016, elle et son mari Paul Guers sont retrouvés morts à leur domicile. Selon les premiers éléments de l'enquête, son époux, âgé de 88 ans, serait mort d'un cancer entre le 16 et le 19 novembre, tandis qu'elle, âgée de 66 ans, se serait suicidée après la disparition de ce dernier.

## Œuvres
- La Femme inachevée, Arles, Actes Sud, 1987 (BNF 34969692).
- Paul Claudel : biographie, Arles, Actes Sud, 1987 (BNF 34925859).
- Peines perdues : roman, Paris, Robert Laffont, 1989 (lire en ligne) (BNF 35059103).
- La Fiancée du Nord : roman, Paris, Jean-Claude Lattès, 1992 (BNF 35501022).
- Aspiton Cropitale (ill. Bénédicte Guettier), Paris, Hachette Jeunesse, 1993 (BNF 35580962).
- Gastéropipidus l'escargot (ill. Marie Legros), Paris, Hachette Jeunesse, 1993 (BNF 35601313).
- La Petite Marquis, Paris, Mercure de France, 1993 (BNF 35627862).
- Maximus Loxodonta Elephantipes (ill. Marie Legros), Paris, Hachette Jeunesse, 1993 (BNF 35580994).
- Rubi-Carni des canidés (ill. Pamela Rataj), Paris, Hachette Jeunesse, 1993 (BNF 35601308).
- La Maîtresse du consul : roman, Paris, Albin Michel, 1998 (BNF 36196440).
- L'Amour en guerre : roman, Paris, Albin Michel, 2002 (BNF 38816184).
- Tu te souviens : roman, Paris, Albin Michel, 2006 (BNF 40204335).
- Sous sa dir. (préf. Alain Malraux et Madeleine Malraux), L'Univers farfelu d'André Malraux, Paris, Le Chêne, 2009 (BNF 42077284).
- Des nouvelles d'Arthur ?, Saint-Denis, Édilivre, 2014 (BNF 43898966).
- Rupture, Saint-Denis, Édilivre, 2015 (BNF 44369521).
- Petite coquine : Version 3, Saint-Denis, Édilivre, 2016 (BNF 452634117).
- Variations sur Alice, pièce avec conduite musicale, Saint-Denis, Édilivre, 2016 (BNF 45343819).